# Паулин Двор
45°26′ пн. ш. 18°37′ сх. д. / 45.44° пн. ш. 18.62° сх. д.
Паулин Двор (хорв. Paulin Dvor) — населений пункт у Хорватії, в Осієцько-Баранській жупанії у складі громади Шодоловці.

## Населення
Населення за даними перепису 2011 року становило 76 осіб.
Динаміка чисельності населення поселення:

## Клімат
Середня річна температура становить 11,08 °C, середня максимальна – 25,58 °C, а середня мінімальна – -6,22 °C. Середня річна кількість опадів – 668 мм.
| Клімат поселення                              | Клімат поселення | Клімат поселення | Клімат поселення | Клімат поселення | Клімат поселення | Клімат поселення | Клімат поселення | Клімат поселення | Клімат поселення | Клімат поселення | Клімат поселення | Клімат поселення | Клімат поселення |
| Показник                                      | Січ.             | Лют.             | Бер.             | Квіт.            | Трав.            | Черв.            | Лип.             | Серп.            | Вер.             | Жовт.            | Лист.            | Груд.            |                  |
| Середній максимум, °C                         | 5,83             | 8,07             | 12,69            | 17,30            | 22,58            | 25,58            | 25,44            | 25,10            | 21,05            | 15,57            | 9,58             | 5,66             |                  |
| Середня температура, °C                       | −0,2             | 2,00             | 6,61             | 11,30            | 16,55            | 19,53            | 21,21            | 20,90            | 16,82            | 11,36            | 5,37             | 1,40             |                  |
| Середній мінімум, °C                          | −6,22            | −4               | 0,60             | 5,22             | 10,51            | 13,50            | 17,01            | 16,68            | 12,62            | 7,14             | 1,12             | −2,8             |                  |
| Норма опадів, мм                              | 44               | 38               | 42               | 51               | 60               | 84               | 65               | 62               | 51               | 57               | 63               | 51               |                  |
| Середньомісячна швидкість вітру, м/с          | 2.30             | 2.50             | 2.80             | 2.70             | 2.40             | 2.20             | 2.20             | 2.00             | 2.00             | 2.10             | 2.20             | 2.30             |                  |
| Середньомісячна сонячна радіація, кДж/м²·день | 4264             | 6942             | 10926            | 15512            | 19433            | 21567            | 22260            | 20402            | 14945            | 9461             | 4800             | 3556             |                  |
| --------------------------------------------- | ---------------- | ---------------- | ---------------- | ---------------- | ---------------- | ---------------- | ---------------- | ---------------- | ---------------- | ---------------- | ---------------- | ---------------- | ---------------- |
| Джерело:                                      |                  |                  |                  |                  |                  |                  |                  |                  |                  |                  |                  |                  |                  |